# 524 Fidelio
524 Fidelio је астероид главног астероидног појаса. Приближан пречник астероида је 71,73 km,
а средња удаљеност астероида од Сунца износи 2,634 астрономских јединица (АЈ).
Инклинација (нагиб) орбите у односу на раван еклиптике је 8,230 степени, а орбитални период износи 1562,225 дана (4,277 године). Ексцентрицитет орбите астероида износи 0,126.
Апсолутна магнитуда астероида износи 9,83 а геометријски албедо 0,040.
Астероид је откривен 14. марта 1904. године.